# Thaumoctopus mimicus
Thaumoctopus mimicus – gatunek głowonoga z rodziny ośmiornicowatych (Octopodidae), jedyny przedstawiciel rodzaju Thaumoctopus. Wykazuje duże zdolności mimetyczne i jest pierwszym znanym nauce zwierzęciem upodabniającym się do wielu różnych gatunków jadowitych lub drapieżnych zwierząt morskich. Podobnie jak Wunderpus photogenicus, z którym jest często mylony, zyskał dużą popularność zanim doczekał się naukowego opisu.

## Historia odkrycia
W połowie lat 80. XX wieku podwodni fotografowie odkryli ośmiornicę, której wkrótce nadano pseudonim mimic octopus (czyli ośmiornica naśladująca, mimetyczna) – ze względu na zdolność upodabniania się kształtem i zachowaniem do innych zwierząt morskich przebywających w jej otoczeniu. Naukowego opisu gatunku dokonali Mark D. Norman i F. G. Hochberg w 2005 roku.

## Występowanie
Gatunek o indopacyficznym zasięgu występowania – od Morza Czerwonego po Archipelag Malajski, od  Malezji i Filipin przez Indonezję i Papua-Nową Gwineę po Nową Kaledonię. Zasiedla płytkie wody (0,5–37 m p.p.m.) o miękkim, piaszczystym lub mulistym podłożu.

## Budowa ciała
Ośmiornice z tego gatunku charakteryzują się wydłużonymi i wąskimi ramionami, zdolnymi do autotomii, oraz specyficznym wzorem ubarwienia. Bazowym kolorem ramion jest ciemny brąz, a na jego tle rozłożone są kremowe lub białe paski i plamy. Na grzbietowej powierzchni płaszcza widoczny jest biały wzór w kształcie łzy, a w tylnej części płaszcza biała plama w kształcie litery U.

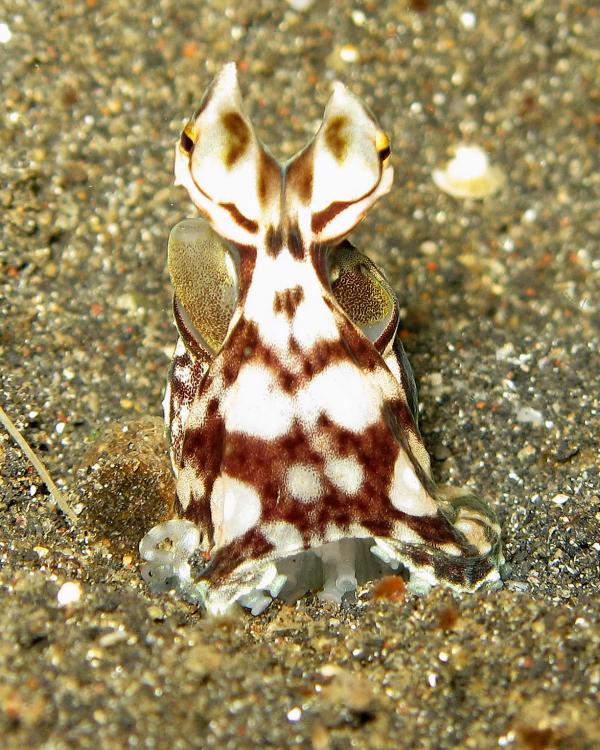
Thaumoctopus mimicus z ramionami ukrytymi w podłożu

Długość płaszcza wynosi 58 mm, a rozpiętość ramion ośmiornicy – 600 mm.

## Tryb życia
Thaumoctopus mimicus żywi się małymi rybami i skorupiakami grzebiącymi w podłożu. Zajmuje puste kryjówki innych zwierząt lub kopie własne. Jest aktywny w ciągu dnia. Przebywa na odsłoniętych obszarach dna morskiego, przez co jest narażony na ataki wielu drapieżników. Zdolności mimetyczne zwiększają jego szanse pozostania niezauważonym lub zniechęcenia potencjalnego napastnika. W tym celu upodabnia się do fląder, skrzydlic lub węży morskich, a także żmijakowatych, ukwiałów, ogończy, ustonogich i innych jadowitych lub drapieżnych zwierząt. Podobne zdolności naśladowania wyglądu i zachowania innego gatunku wykryto u innych ośmiornic, ale żadna z nich nie naśladuje tak wielu gatunków.